# Верхне-Смородинский сельсовет
Верхне-Смородинский сельсовет — муниципальное образование со статусом сельского поселения в Поныровском районе Курской области Российской Федерации.
Административный центр — село Верхнесмородино.

## История
Статус и границы сельсовета установлены Законом Курской области от 21 октября 2004 года № 48-ЗКО «О муниципальных образованиях Курской области».
Законом Курской области от 26 апреля 2010 года № 26-ЗКО Верхне-Смородинский и Нижнесмородинский сельсоветы объединены в Смородинский сельсовет (с декабря 2010 года — Верхне-Смородинский сельсовет).

## Население
| 2002 | 2010 | 2012 | 2013 | 2014 | 2015 | 2016 |
| ---- | ---- | ---- | ---- | ---- | ---- | ---- |
| 738  | ↗936 | ↘900 | ↘867 | ↘831 | ↘809 | ↘792 |
| 2017 | 2018 | 2019 | 2020 | 2021 |      |      |
| ↘759 | ↘739 | ↘706 | ↘686 | ↗701 |      |      |

## Состав сельского поселения
| №  | Населённый пункт | Тип населённого пункта       | Население |
| -- | ---------------- | ---------------------------- | --------- |
| 1  | Верхнесмородино  | село, административный центр | ↘169      |
| 2  | Веселая Роща     | деревня                      | 6         |
| 3  | Гнилое           | деревня                      | 137       |
| 4  | Красавка         | деревня                      | 41        |
| 5  | Красный Октябрь  | деревня                      | 113       |
| 6  | Ленинский        | посёлок                      | 112       |
| 7  | Матвеевка        | деревня                      | 42        |
| 8  | Михайловка       | деревня                      | 19        |
| 9  | Нижнесмородино   | село                         | ↘128      |
| 10 | Родниковая       | деревня                      | 9         |
| 11 | Степь            | деревня                      | 101       |
| 12 | Хаповка          | деревня                      | 59        |